# 센트럴파크역
센트럴파크(재외동포청)역(中央公園驛, Central Park station)은 인천광역시 연수구 송도4동에 있는 인천 도시철도 1호선의 전철역이다. 인근에 송도 센트럴파크와 재외동포청, 송도국제도시의 중심 관청인 인천경제자유구역청이 있다.
2009 인천세계도시축전이 열린 동안에는 역명에 인천세계도시축전(仁川世界都市祝典)이 부기되었다.

## 역사
- 2008년 9월 8일: 센트럴파크역으로 역명 결정[1]
- 2009년 6월 1일: 인천 도시철도 1호선 송도국제도시 연장선 구간 개통과 함께 영업 개시
- 2023년 11월 6일: 대한민국 재외동포청 출범에 따라, 역명을 센트럴파크(재외동포청)으로 개정[2]

## 역 구조
2면 2선의 상대식 승강장이 있는 지하역이며, 스크린도어가 설치되어 있다.

### 승강장
| 인천대입구 ↑   |
| \| 상          |
| ↓ 국제업무지구 |

| 상행 | ● 인천 도시철도 1호선 | 원인재 · 인천시청 · 부평 · 계양 · 검단호수공원 방면 |
| 하행 | ● 인천 도시철도 1호선 | 국제업무지구 · 송도달빛축제공원 방면                |

## 역 주변
- 1번 출구 - 포스코 E&C 타워(포스코이앤씨)
- 2번 출구 - 홀리데이 인, 아트윈 푸르지오, 아트포레푸르지오시티
- 3번 출구 - 트라이볼, 인천도시역사관(구 컴팩트 스마트 시티), 송도 센트럴파크

1번 출구에서 7분 더 걸으면 코스트코 송도점이 있다.

## 이용객 변동
2009년 자료는 개통일인 2009년 6월 1일부터 12월 31일까지인 214일 기준으로 환산한 것이다.
| 노선      | 노선   | 일평균 인원수 (명/일) | 일평균 인원수 (명/일) | 일평균 인원수 (명/일) | 일평균 인원수 (명/일) | 일평균 인원수 (명/일) | 일평균 인원수 (명/일) | 일평균 인원수 (명/일) | 일평균 인원수 (명/일) | 일평균 인원수 (명/일) | 일평균 인원수 (명/일) | 각주  |
| 노선      | 노선   | 2003년                | 2004년                | 2005년                | 2006년                | 2007년                | 2008년                | 2009년                | 2010년                | 2011년                | 2012년                | 각주  |
| --------- | ------ | --------------------- | --------------------- | --------------------- | --------------------- | --------------------- | --------------------- | --------------------- | --------------------- | --------------------- | --------------------- | ----- |
| 인천1호선 | 승차   | 미개통                | 미개통                | 미개통                | 미개통                | 미개통                | 미개통                | 3,417                 | 715                   | 907                   | 1,029                 | [ 3 ] |
| 인천1호선 | 하차   | 미개통                | 미개통                | 미개통                | 미개통                | 미개통                | 미개통                | 3,353                 | 735                   | 935                   | 1,057                 | [ 3 ] |
| 인천1호선 | 승하차 | 미개통                | 미개통                | 미개통                | 미개통                | 미개통                | 미개통                | 3,969                 | 1,450                 | 1,841                 | 2,087                 | [ 3 ] |
| 노선      | 노선   | 2013년                | 2014년                | 2015년                | 2016년                | 2017년                | 2018년                | 2019년                | 2020년                | 2021년                | 2022년                | [ 3 ] |
| 인천1호선 | 승차   | 1,412                 | 2,054                 | 2,395                 | 2,973                 | 3,113                 |                       |                       |                       |                       |                       | [ 3 ] |
| 인천1호선 | 하차   | 1,463                 | 2,088                 | 2,433                 | 2,991                 | 3,225                 |                       |                       |                       |                       |                       | [ 3 ] |
| 인천1호선 | 승하차 | 2,875                 | 4,142                 | 4,828                 | 5,964                 | 6,338                 | 6,140                 | 6,153                 | 4,695                 | 5,548                 | 6,522                 | [ 3 ] |

## 인접한 역
| 인천 도시철도 1호선               | 인천 도시철도 1호선   | 인천 도시철도 1호선                     |
| --------------------------------- | --------------------- | --------------------------------------- |
| I136 인천대입구 검단호수공원 방면 | ● 인천 도시철도 1호선 | I138 국제업무지구 송도달빛축제공원 방면 |